# Villa Correr Dolfin
Villa Correr Dolfin è una villa veneta costruita alla fine del seicento a Rorai Piccolo, frazione di Porcia, in Provincia di Pordenone.
Il nome della villa deriva da due importanti famiglie veneziane che contraddistinsero due fasi importanti della storia, i Correr di Santa Fosca e i Dolfin di Santa Margherita al Malcanton.
Essa è espressione della cultura di Venezia in territorio friulano, della testimonianza della nobiltà dei committenti e di una fase importante della storia, anche economica, di Porcia.

## Storia
Villa Correr Dolfin viene meno nel seguire la configurazione delle classiche ville del tempo, le cosiddette “ville aperte”, ville con fronte classico e ampi colonnati. Segue invece una struttura e dimensioni di isolamento e di chiusura sociale, la villa infatti viene recintata da mura che isolano il corpo padronale e lo distinguono dal contado. La costruzione delle ville, comunque, si adattava sempre alle caratteristiche fisiche del territorio e, nella bassa friulana, il clima temperato, le acque sorgive, la fertilità del suolo e la presenza di vie di comunicazione hanno favorito la creazione di ville signorili, collocate tra paese e campagna. È il caso, questo, della Villa Correr Dolfin, villa situata in una posizione intermedia, che abbandona i colonnati a favore di una costruzione a blocco disposta su due piani con ampie e luminose finestre.
Villa costruita in un territorio, quello friulano, a cui la famiglia Correr, famiglia di antichi Patrizi veneti, aveva indirizzato i propri interessi finanziari fin dalla prima metà del seicento. Il Friuli, infatti, a quel tempo era considerato come terra privilegiata per investimenti via terra e via acqua. La navigabilità del fiume Livenza permetteva una comunicazione sicura con Venezia e, dall’altro canto, le terre della regione erano abbondanti, fertili e quindi molto redditizie. Altro punto a favore della terra friulana era il legname presente in abbondanza, legname cui la stessa Venezia vedeva come necessario e usava in grandi quantità. La famiglia Correr riuscì quindi a creare un’attività molto redditizia. Villa Correr Dolfin è stata un segno tangibile degli importanti e stretti rapporti creatisi tra Friuli Occidentale e Venezia.

## Descrizione

### Interni
Villa Correr Dolfin è dotata di due ingressi, uno posto nella facciata principale e l’altro posto nella facciata posteriore. Entrambi danno accesso diretto al grande salone. Il grande salone centrale rispecchia i criteri adottati e suggeriti dal Palladio, esso è l’ambiente principale della dimora e la sua ampiezza corrisponde a quella della loggia. Intorno al salone vengono ripartiti gli altri ambienti della casa, anche essi seguono una simmetria precisa e sono collegati tra di loro. La lunga sala e le altre stanze sono coperte da un soffitto di legno. Tutti gli ambienti sono illuminati da alte finestre ben allineate tra loro, il tutto allineato anche con le porte del primo piano. Il secondo piano della villa è il piano nobile, questo lo possiamo dire con sicurezza perché nel piano sono presenti grandi camini in marmo.
Gli ambienti interni sono tutti caratterizzati da affreschi, sono affrescate le pareti interne al piano terra e al primo piano, i due vasti saloni centrali e le otto stanze angolari.
Al di sopra della porta d’ingresso è collocato lo stemma della famiglia Correr circondato da una ghirlanda verde.
Ad oggi gli affreschi non sono ben identificabili perché conservati in cattivo stato.

### Esterni
Ad est della villa si estende la barchessa, basso edificio porticato. Essa è una struttura funzionale che veniva costruita per custodire, al riparo delle intemperie, i prodotti agricoli, i legnami e altri strumenti necessari alla villa. Il porticato è architravato con colonne doriche e soffitto ligneo. La barchessa è distribuita su due piani e vi sono quattro porte che permettono l’accesso.
Sempre all'esterno troviamo la chiesa che viene orientata verso la strada principale. Essa è sollevata da terra per mezzo di un basamento e, per raggiungere la porta di ingresso, si salgono cinque gradini. La faccia è molto semplice e richiama alcuni esempi delle architetture palladiane. All'interno la chiesa è composta da un’unica aula rettangolare, senza coro ed è illuminata da tre finestre. L’altare, all'interno, è sopraelevato ed è decorato con marmi policromi. Il soffitto è dipinto e rappresenta la Vergine in cielo.
Il giardino di villa Correr Dolfin si presenta con un giardino all'italiana, il quale presupponeva uno stretto rapporto tra architetture e aree verdi all'interno di un disegno geometrico che legava l'edificio agli elementi naturali. La parte anteriore è ripartita in settori dai viali rettilinei. È un giardino a ripartizione geometrica, piano con alberi e gli arbusti piantati ai lati e sul fondo del giardino.
Gli esterni, studiati e costruiti con queste modalità, avevano lo scopo di rendere importante il blocco padronale.

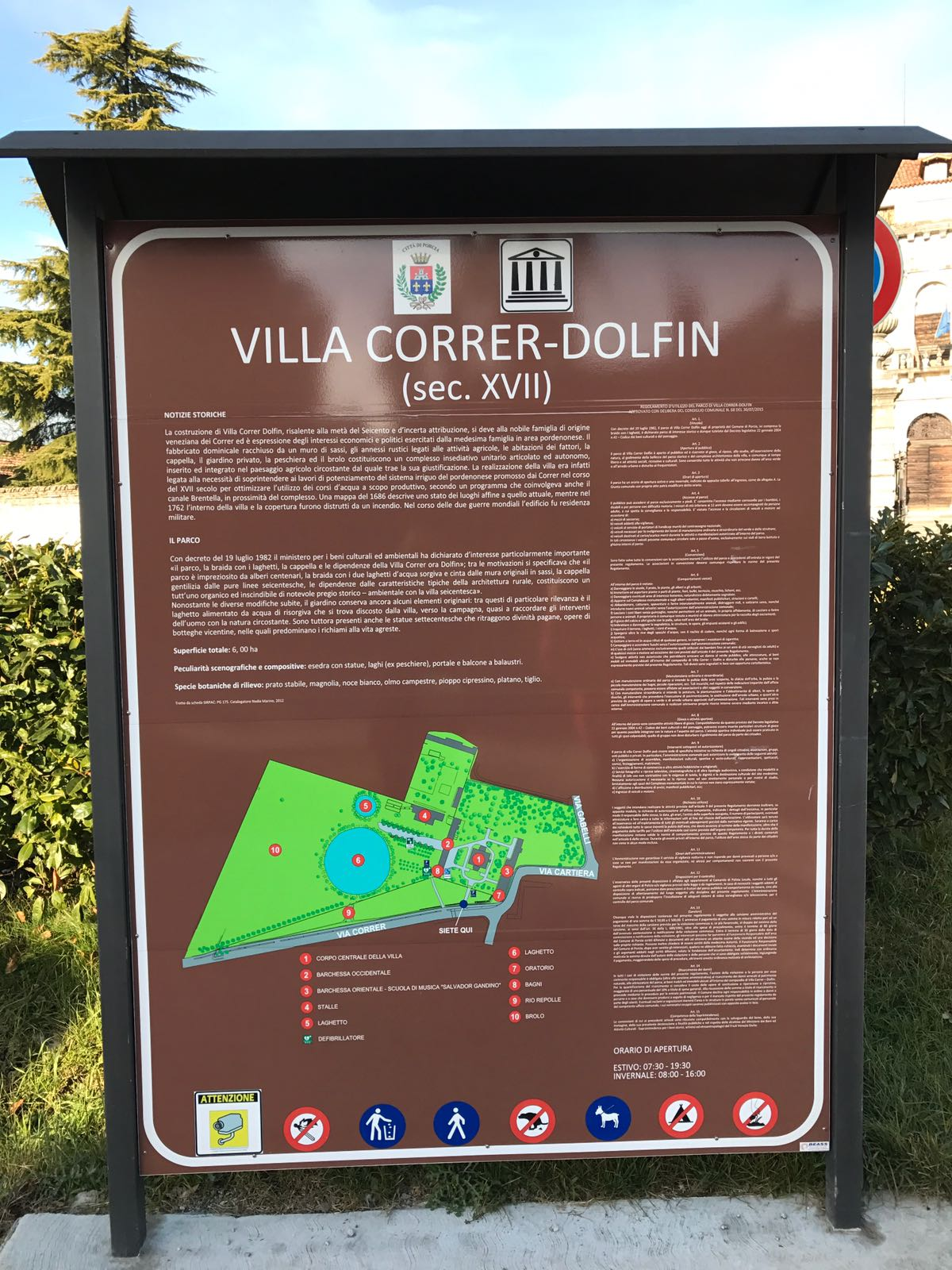
Mappa all'entrata della Villa
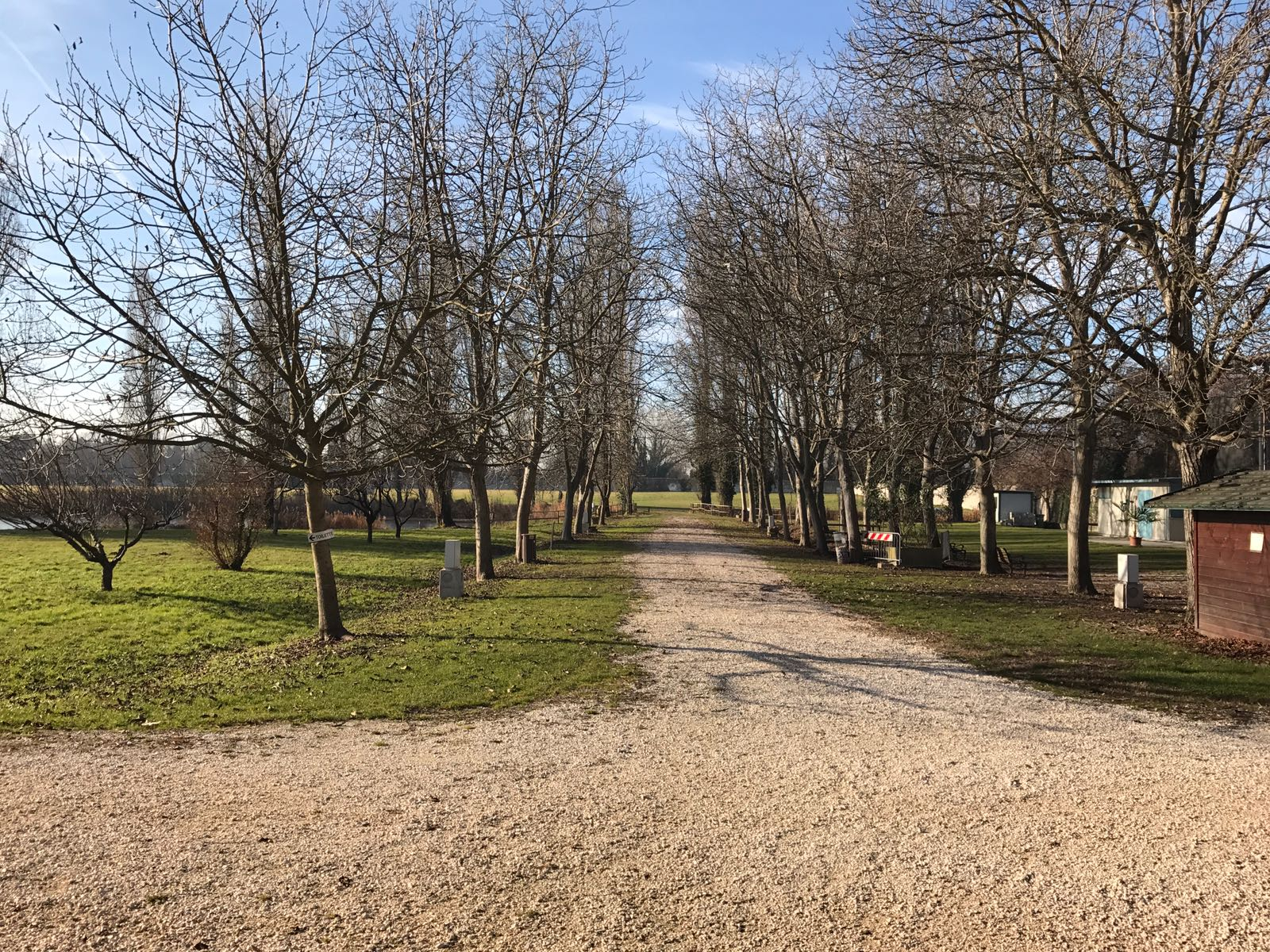
Esterni, Parco della Villa
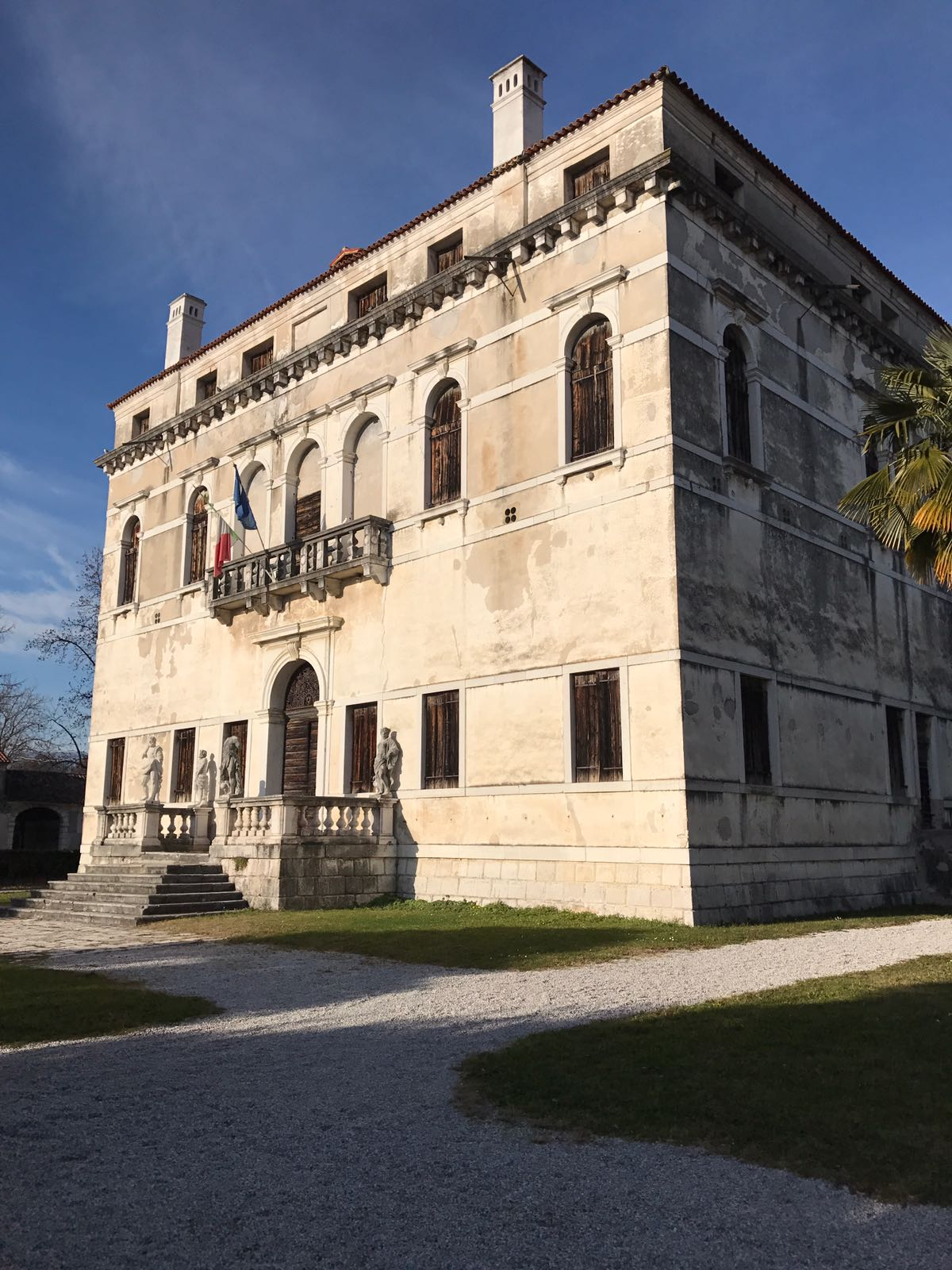
La facciata della Villa
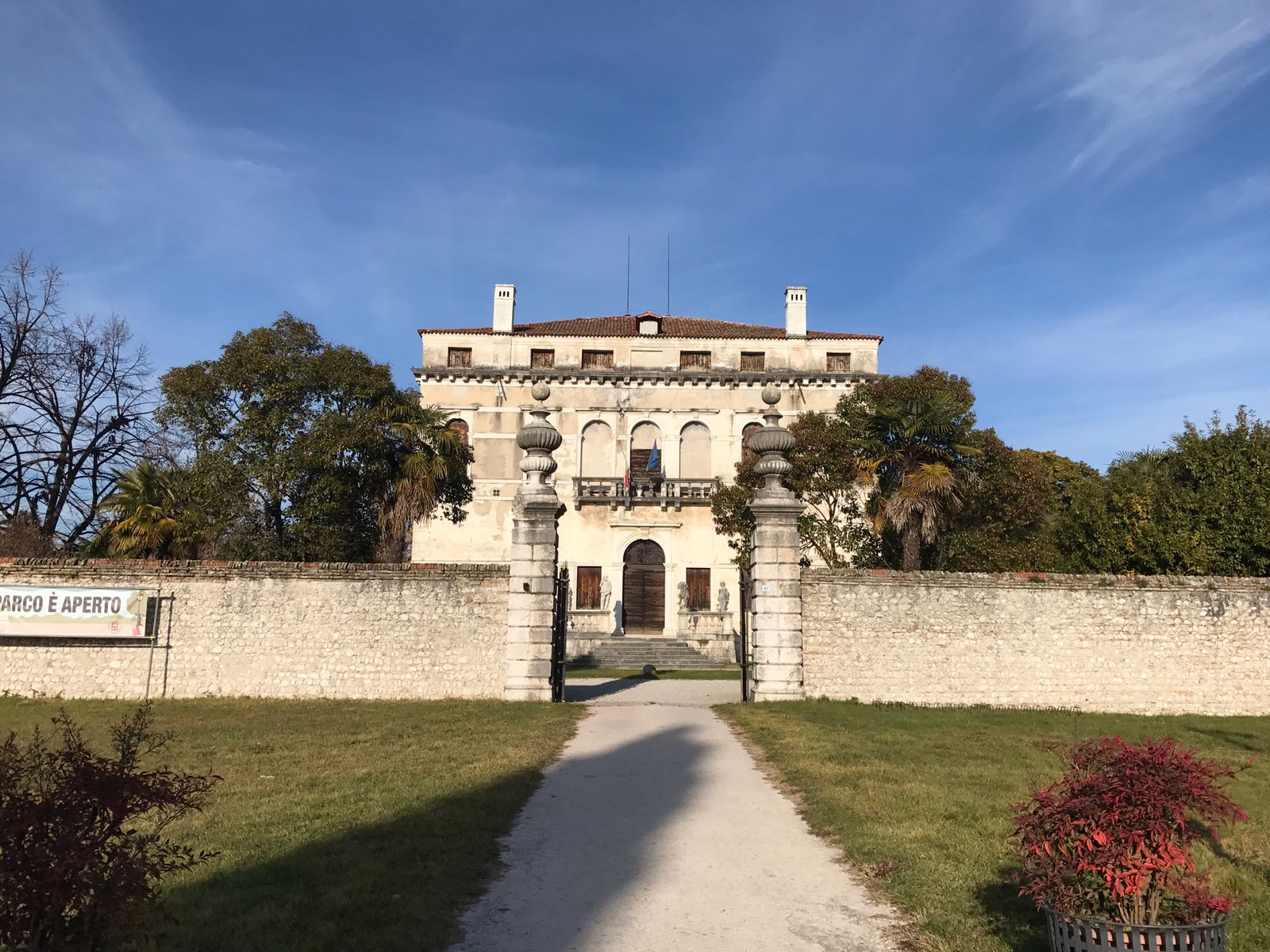
La Villa